# Aderus gibbulus
Aderus gibbulus là một loài bọ cánh cứng trong họ Aderidae. Loài này được Marseul miêu tả khoa học năm 1876.